# Phryganodes
Phryganodes là một chi bướm đêm thuộc họ Crambidae.